# جایزه بزرگ ایالات متحده ۱۹۶۱
جایزه بزرگ ایالات متحده ۱۹۶۱ (انگلیسی: ‎1961 United States Grand Prix‎) یک مسابقهٔ موتوری در رشتهٔ اتومبیل‌رانی فرمول یک بود که در تاریخ ۸ اکتبر ۱۹۶۱ در مسیر مسابقه جایزه بزرگ واتکینز گلن واقع در واتکینز گلن، نیویورک، ایالات متحده آمریکا برگزار شد. این گراند پری در میان ۸ گراند پری در فصل ۱۹۶۱، مسابقهٔ شمارهٔ ۸ بود.
در این مسابقه که در ۱۰۰ دور و به مسافت ۳۷۸ کیلومتر (۲۳۴٫۸۷۸ مایل) برگزار شد، پول پوزیشن توسط جک برابام کسب شد و سریع‌ترین زمان برای طی یک دور پیست که برابر با ۱:۱۸٫۲ بود نیز توسط جک برابام به ثبت رسید.
اینس ایرلند از تیم لوتوس-کلیمکس، دن گرنی از تیم پورشه و تونی بروکز از تیم بی‌آرام-کلیمکس به‌ترتیب مقام‌های اول تا سوم مسابقه را کسب کردند.

## رده‌بندی قهرمانی پس از مسابقه
|       | جایگاه | راننده            | امتیاز  |
| ----- | ------ | ----------------- | ------- |
|       | ۱      | فیل هیل           | ۳۴ (۳۸) |
|       | ۲      | ولفگانگ فون تریپس | ۳۳      |
|       | ۳      | استیرلینگ ماس     | ۲۱      |
| ۱     | ۴      | دن گرنی           | ۲۱      |
| ۱     | ۵      | ریچی گینتر        | ۱۶      |
| منبع: |        |                   |         |

|       | جایگاه | سازنده        | امتیاز  |
| ----- | ------ | ------------- | ------- |
|       | ۱      | فراری         | ۴۰ (۵۲) |
|       | ۲      | لوتوس-کلیمکس  | ۳۲      |
|       | ۳      | پورشه         | ۲۲ (۲۳) |
|       | ۴      | کوپر-کلیمکس   | ۱۴ (۱۸) |
|       | ۵      | بی‌آرام-کلیمکس | ۷       |
| منبع: |        |               |         |

یادداشت
- تنها پنج جایگاه نخست از هر رده‌بندی نمایش داده شده‌است.